# إنغين فرات
إنجين فرات (من مواليد 11 يونيو 1970)، ومدرب كرة قدم تركي ولاعب سابق، يتولى حاليا تدريب المنتخب الكيني.

## وصلات خارجية
- إنغين فرات على موقع قاعدة بيانات كرة القدم.إي يو (الإنجليزية)
- إنغين فرات على موقع عالم كرة القدم.نت (الإنجليزية)